# Алексіс Кантеро
Алексіс Хав'єр Кантеро Фернандес (ісп. Alexis Javier Cantero Fernández, нар. 5 лютого 2003) — парагвайський футболіст, захисник «Гуарані» (Асунсьйон).
Виступав за олімпійську збірну Парагваю.

## Клубна кар'єра
Народився 5 лютого 2003 року. Вихованець футбольної школи клубу «Гуарані» (Асунсьйон). Дорослу футбольну кар'єру розпочав 2022 року в основній команді того ж клубу, кольори якої захищає й донині.

## Виступи за збірні
Протягом 2022–2023 років залучався до складу молодіжної збірної Парагваю. На молодіжному рівні зіграв у 16 офіційних матчах.
У 2023—2024 роках захищав кольори олімпійської збірної Парагваю. У складі цієї команди провів 7 матчів. У складі збірної — учасник  футбольного турніру на Олімпійських іграх 2024 року у Парижі.

## Статистика виступів

### Статистика клубних виступів
Станом на 26 квітня 2024
| Сезон             | Команда               | Чемпіонат         | Чемпіонат | Чемпіонат | Національний кубок | Національний кубок | Національний кубок | Континентальні кубки | Континентальні кубки | Континентальні кубки | Інші змагання | Інші змагання | Інші змагання | Усього | Усього | Усього |
| Сезон             | Команда               | Ліга              | Ігор      | Голів     | Ліга               | Ігор               | Голів              | Ліга                 | Ігор                 | Голів                | Ліга          | Ігор          | Голів         | Ігор   | Голів  |        |
| ----------------- | --------------------- | ----------------- | --------- | --------- | ------------------ | ------------------ | ------------------ | -------------------- | -------------------- | -------------------- | ------------- | ------------- | ------------- | ------ | ------ | ------ |
| 2022              | «Гуарані» (Асунсьйон) | ПД                | 3         | 0         |                    | -                  | -                  | КЛ                   | 0                    | 0                    |               | -             | -             | 3      | 0      |        |
| 2023              | «Гуарані» (Асунсьйон) | ПД                | 12        | 0         | КП                 | 0                  | 0                  | ПАК                  | 4                    | 1                    |               | -             | -             | 16     | 1      |        |
| 2024              | «Гуарані» (Асунсьйон) | ПД                | 6         | 0         |                    | -                  | -                  | ПАК                  | 1                    | 0                    |               | -             | -             | 7      | 0      |        |
| Усього за кар'єру | Усього за кар'єру     | Усього за кар'єру | 21        | 0         |                    | 0                  | 0                  |                      | 5                    | 1                    |               | -             | -             | 26     | 1      |        |